# Kyikatejê-gavião
Os Kyikatejê-gavião, são um povo indígena do grupo Gavião do Oeste cuja língua é o Timbira Oriental, da família Jê, também são conhecidos como "Koykateyê" e "Gavião Kykatejê". A denominação gavião foi dado a diferentes grupos timbiras e vem das penas da ave usadas em suas flechas.
Em 2010 perfaziam aproximadamente 320 indivíduos. Vivem na Terra Indígena Mãe Maria, localizada no município de Bom Jesus do Tocantins, no sudeste do estado do Pará.

## Denominação e história
Os Kyikatêjê fazem parte do tronco linguístico macro-jê e do grupo dos timbiras. 
Os timbiras, por sua vez, se dividem entre os ocidentais na margem esquerda do rio Tocantins (Apinajé, no Tocantins) e orientais na margem direita do rio Tocantins (Gaviões do Oeste no Pará; Gavião Pukobyê, Krikati, Canela, Krenyê, Krepumkateyê, no Maranhão; Krahô, no Tocantins).
Os “Gaviões do Oeste” vieram a se fixar a margem direita do rio Tocantins, por rejeição ao contato com a frente de expansão, sobretudo criadores de gado nos campos maranhenses, se reorganizando em três unidades nomeadas de acordo com a localização em relação à bacia do rio Tocantins: Parkatêjê (o povo da jusante); Kykatêjê (povo da montante), e que por motivo de conflitos contra o primeiro povo, refugiou-se na montante do rio Tocantins; e Akrãtikatêjê (povo da montanha), que ocupava as cabeceiras do rio Capim.
Os Kyikatêjê também são conhecidos como “turma do Maranhão” em razão de, no começo do século XX, por motivo de conflito com os Parkatêjê e por recusar o contato com o homem branco, refugiaram-se em direção ao Maranhão, na região situada no curso do igarapé dos Frades, um afluente do rio Tocantins, no entorno dos atuais municípios de Cidelândia e Vila Nova dos Martírios, mas que na época faziam parte do município de Imperatriz.
Diante dos conflitos provocados pelas frentes de ocupação em seu território, a FUNAI promoveu a sua remoção para a Terra Indígena Mãe Maria, em 1969.
Vivendo juntamente com os Parkatêjê, os Kyikatêjê decidiram se separar e fundar uma nova aldeia em 2001, na TI Mãe Maria. Os Parkatêjê continuaram vivendo na altura do Km 30 da BR-222, enquanto os Kyikatêjê vivem no Km 25.

## Língua
O povo Kyikatêjê é falante da língua Kyikatêjê, uma variedade linguística muito próxima do Parkatêjê, e que juntamente com Krahô, Krinkati, Canela Ramkókamekra, Canela Apanyekrá, Gavião-Pykobjê e Apinayé, faz parte de um grupo de línguas conhecido como “Complexo dialetal Timbira”, pertencente à família Jê, do tronco linguístico Macro-Jê.

## Cultura
Uma das maiores tradições é a corrida de toras: as equipes de revezamento (formada somente por homens), carregam troncos de buriti nos ombros. O mais importante não é quem chega primeiro, o que vale mais é o divertimento. A comemoração é maior quando as equipes chegam juntas ou quase juntas.
O povo Kykatejê também tem um time de futebol que disputa o campeonato paraense de futebol o Gavião Kyikatejê Futebol Clube. É o primeiro time de futebol indígena do Brasil, e a maioria dos atletas é da aldeia que dá nome ao clube. O treinador Zeca Gavião é também o primeiro técnico indígena do país.